# Czyści jak Łza
Czyści jak Łza – polski kabaret z Olsztyna, założony w 1975 roku.
Kabaret specjalizuje się w radiowej twórczości satyrycznej. Posiada własną audycję w ramówce Radia Olsztyn.

## Telewizja
Grupa ma na swoim koncie m.in. autorski program zatytułowany Ballada o dniach ostatnich, wyprodukowany przez Telewizję Kraków, kilkakrotnie emitowany w Programie Drugim Telewizji Polskiej i w TV Polonia.
Satyrycy brali też udział w telewizyjnych kabaretonach Stanisława Tyma, Ogólnopolskim Przeglądzie Piosenki Autorskiej oraz programie Pawła Dłużewskiego Flirty z Figlami.

## Nagrody
- 1990 – Lidzbarskie Wieczory Humoru i Satyry – wyróżnienie
- 1991 – OSPA – Grand Prix
- 1992 – PaKA – Nagroda PaKI[1]
- 2002 – Festiwal Dobrego Humoru – Melonik Charliego
- 2005 – Festiwal Dobrego Humoru – Melonik Charliego

## Dyskografia
- Czyści jak Łza (1998)

Pierwszy longplay zespołu.
- Czyści jak Łza (2001)

Klasyka z wczesnych lat.
- Żadni (2004)

Demo albumu Mamhakanapana.
- Mamhakanapana (2007)

Album dwupłytowy.
- Filmujemy (2010)

Oprócz płyty CD zawiera DVD z koncertu zarejestrowanego w październiku 2009.